# 100%ORANGE
100%ORANGE（ひゃくパーセント・オレンジ）は、日本のイラストレーター、絵本作家、漫画家。及川賢治（おいかわ けんじ、1975年〈昭和50年〉3月9日 - ）と竹内繭子（たけうち まゆこ、1974年〈昭和49年〉11月12日 - ）の夫婦による共同名義。及川は多摩美術大学グラフィックデザイン科卒、竹内は文化服装学院卒で、ともに千葉県出身。現在は東京都在住。
1996年頃、当時大学生だった及川賢治が、高校時代の同級生である竹内繭子と結成。当初の活動はプリントゴッコを使ったポストカードの制作・販売であったが、作品を見た出版社の人物やアートディレクターなどから声がかかり活動を広げた。子供が描いたようなシンプルで自由なタッチの絵が特徴で、イラストレーション、絵本、漫画、オリジナルグッズ制作など幅広く活動している。2007年、『よしおくんが ぎゅうにゅうを こぼしてしまった おはなし』（岩崎書店）で第13回日本絵本賞大賞を受賞。
絵本のデビュー作品としては、1998年11月15日刊行の『CLASS MATES』（出版：TRICOROLL BOOKS、ISBN 4-925160-01-X）を挙げている。
他の主な絵本作品に『おひっこし』、『ぶぅさんのブー』、『ひとりごと絵本』など、漫画に『SUNAO SUNAO』など、イラストレーション他では2003年よりYonda? CLUBのキャラクターおよびグッズデザイン、2013年より福音館書店『母の友』表紙担当などの仕事がある。

## 作品

### 絵本
- CLASS MATES（1998年、TRICOROLL BOOKS）
- Marble（2000年、TRICOROLL BOOKS）
- Doughnuts ドーナッツ! マイボー ゾウにのる（2002年、PARCO出版）
- Doughnuts ドーナッツ! マイボー旅立ちの詩（2004年、PARCO出版）
- ぶぅさんのブー（2005年、福音館書店）
- 思いつき大百科辞典（2005年、学習研究社）
- よしおくんが ぎゅうにゅうを こぼしてしまった おはなし（2007年、岩崎書店）
- おひっこし（2008年、学習研究社）
- GOOD SMILE（2009年、玄光社）
- ひとりごと絵本（2012年、リトルモア）
- ようこそ じごくへ（2024年、玉川大学出版部）

### コミック
- フルーツの部屋（2003年、プレビジョン）
- フルーツの部屋2（2010年、プレビジョン）
- SUNAO SUNAO（2009年、平凡社）
- SUNAO SUNAO 2（2011年、平凡社）
- SUNAO SUNAO 3（2013年、平凡社）

### DVD
- Homemade Animations（2007年、TDKコア）